# Port d'Albaida
El port d'Albaida és un coll de muntanya entre les comarques valencianes de la Vall d'Albaida (pel nord) i el Comtat (pel sud).
Amb una alçada de 628 metres, separa les serres del Benicadell (est) i d'Agullent (oest) mitjançant una depressió que ha permés històricament les comunicacions per l'interior de les províncies de València i Alacant. En l'actualitat l'antiga carretera nacional N-340 està en obres per transformar-se en l'autovia A-7.
Prop del port d'Albaida naix el riu Albaida, tributari del Xúquer aigües avall. El coll es troba entre els termes municipals d'Albaida, Atzeneta d'Albaida i Muro d'Alcoi.